# Isopogon teretifolius
Isopogon teretifolius är en tvåhjärtbladig växtart. Isopogon teretifolius ingår i släktet Isopogon och familjen Proteaceae.

## Underarter
Arten delas in i följande underarter:
- I. t. petrophiloides
- I. t. teretifolius